# Орчард-стрит (Манхэттен)
О́рчард-Стрит — улица с односторонним движением на Манхэттене, которая охватывает восемь кварталов от Чайнатауна до Нижнего Ист-Сайда, пересекает Канал-стрит, Хестер-стрит, Гранд-стрит, Брум-стрит, Деланси-стрит, Ривингтон-стрит и Стэнтон-стрит, и заканчивается у Восточной Хаустон-стрит.

## История
Орчард-стрит принадлежала Джеймсу Деланси, который вернулся в Англию в 1775 году, когда был объявлен банкротом.
Орчард-стрит часто считается центром Нижнего Ист-Сайда, она застроена малоэтажными многоквартирными кирпичными домами со знаменитыми пожарными лестницами.
Улица известна своими дисконт-центрами — Орчард-стрит долго оставалась главной торговой улицей Нижнего Ист-Сайда. Есть несколько магазинов нижнего белья и религиозных еврейских мужских костюмов около перекрестка с Деланси-стрит, в то время как дисконт-центры преобладают в блоке между Деланси-стрит и Ривингтон-стрит. Совсем недавно высококлассные бутики и дизайнерские магазины начали открываться на Орчард-стрит.
Как и остальные районы Нижнего Ист-Сайда, Орчард-стрит подверглась джентрификации, особенно около Ривингтон-стрит, где были открыты бутики и дорогие рестораны.
Переход был медленнее в нижней части улицы, особенно ниже Гранд-стрит, которая является частью Китайского квартала, но в последние годы в этом районе открылись новые рестораны, бары, художественные галереи.

## Достопримечательности
- Музей тенементов Нижнего Ист-Сайда (Lower East Side Tenement Museum): Орчард-стрит, 97
- The Blue Moon Hotel: Орчард-стрит, 100
- Corner Grocer: Орчард-стрит, 140

## Галерея

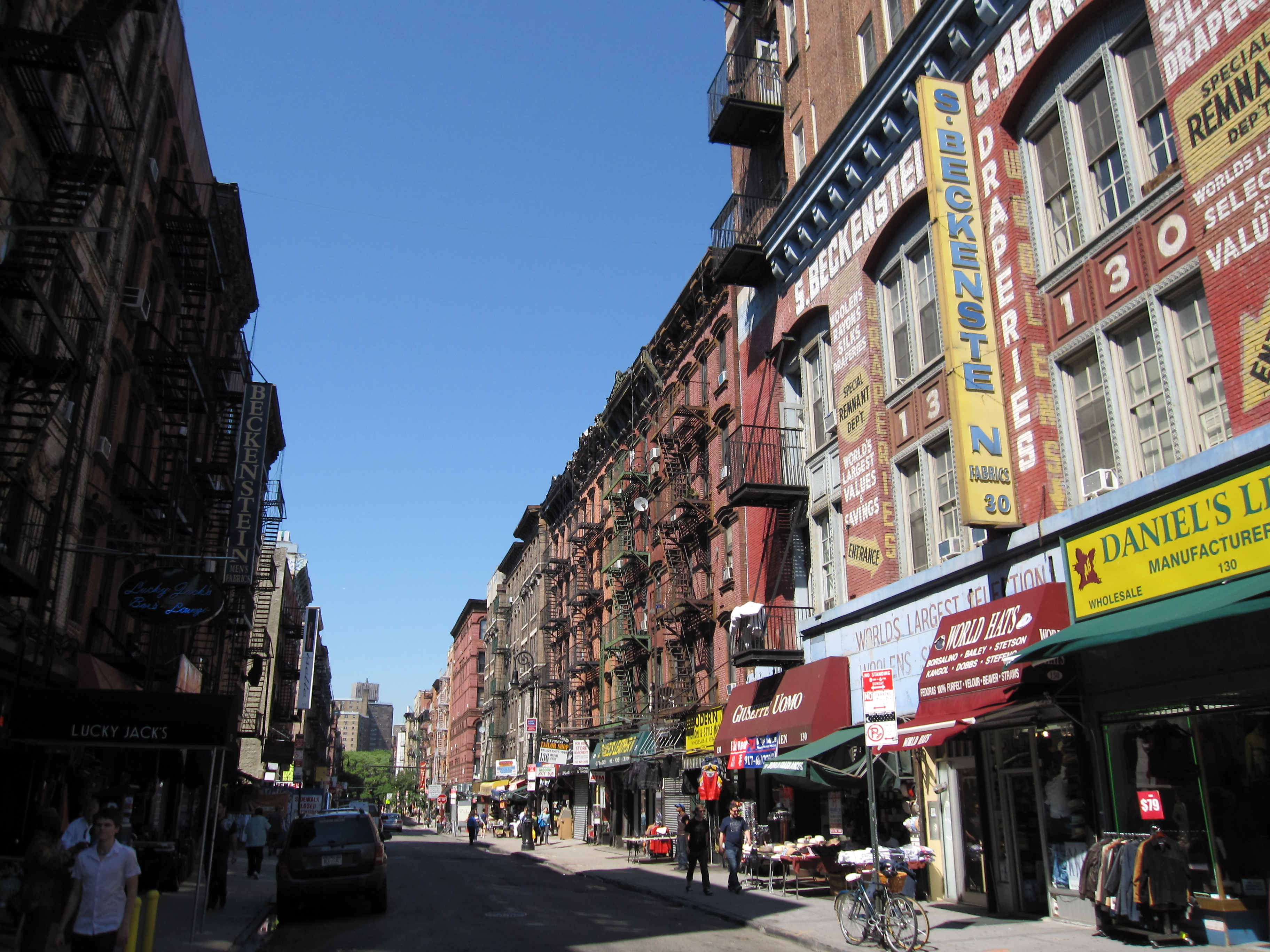
Орчард-стрит близ Ривингтон-стрит (2010)
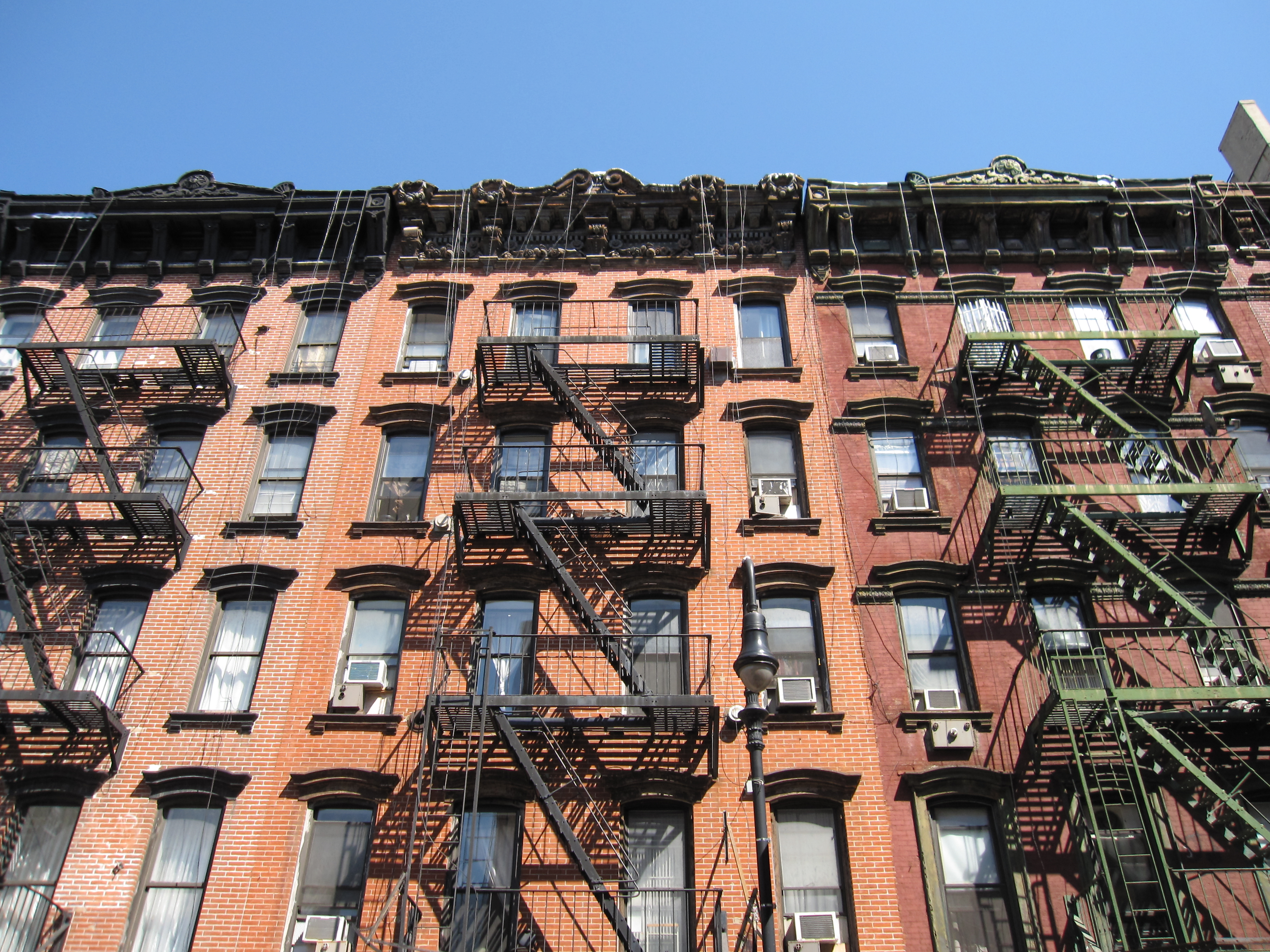
Старые многоквартирные дома на Орчард-стрит